# Port-aux-Français
Port-aux-Français är en forskningsstation och huvudort på den franska ön Grande Terre i ögruppen Kerguelen i Indiska oceanen. Den ligger vid viken Golfe du Morbihan och har cirka 45 invånare vintertid, vilket vissa somrar stiger till över 120. I Port-aux-Français finns kapellet Notre-Dame des Vents.